# KYOTOGRAPHIE
KYOTOGRAPHIE（きょうとぐらふぃー、京都国際写真祭）は世界の写真家の作品を対象とする写真展及びイベント。4月から5月にかけて京都府京都市にある歴史的建造物や近現代建築など複数の会場で開催される。写真家ルシール・レイボーズと照明家仲西祐介による2012年の発案から始まった。